# Khāldār
Khāldār (persiska: خالدار) är en ort i Iran.   Den ligger i provinsen Västazarbaijan, i den nordvästra delen av landet, 600 km väster om huvudstaden Teheran. Khāldār ligger 1 612 meter över havet och antalet invånare är 326.
Terrängen runt Khāldār är varierad, och sluttar österut.Runt Khāldār är det ganska glesbefolkat, med 48 invånare per kvadratkilometer. Närmaste större samhälle är Piranshahr, 8,9 km söder om Khāldār. Trakten runt Khāldār består i huvudsak av gräsmarker.